# Волластонит
Волластони́т (англ. Vollastonite), ранее часто дощатый шпат (устар.):131 — минерал из класса силикатов, природный силикат кальция с химической формулой Ca3(Si3O9).

## Свойства
Цвет волластонита белый с сероватым или буроватым оттенком. Минерал отличается химической чистотой, содержит незначительное количество примесей в виде оксидов марганца, железа и титана. Волластонит не растворяется в воде и органических растворителях, но реагирует с соляной кислотой.
Минерал был назван в честь английского химика Уильяма Волластона (1766—1828). Сегодня он широко используется в США, Китае и других странах как заменитель вредного для здоровья (из-за своего канцерогенного эффекта) асбеста. Волластонит применяется в качестве добавки-наполнителя в пластмассах, при добавке волластонита пластмасса становится нехрупкой в нее можно забить гвоздь как в дерево. Используется и в цветной металлургии, в шинной, асбоцементной и лакокрасочной промышленности, в производстве керамики. В автомобилестроении: он входит в состав наполнителя для ряда важных узлов автомобиля: тормозных колодок, подшипников скольжения, применяется в антикоррозийных покрытиях. Волластонит входил в теплоизоляционную обшивку космического корабля «Буран». Незаменим этот минерал при герметизации подземных сооружений, так как позволяет формировать такую структуру производимого герметика, которая пропускает воздух, но задерживает воду.    
Волластонит образуется при контактовом и глубинном региональном метаморфизме известняков. Чаще всего встречается на контакте известняков с магматическими породами, где образует значительные скопления.
В состав волластонита входят оксид кальция (СаО) — 48,3 %, диоксид кремния (SiO2) — 51,7 %; иногда в состав входит до 9 % оксида железа(II) FeO.

## Производство

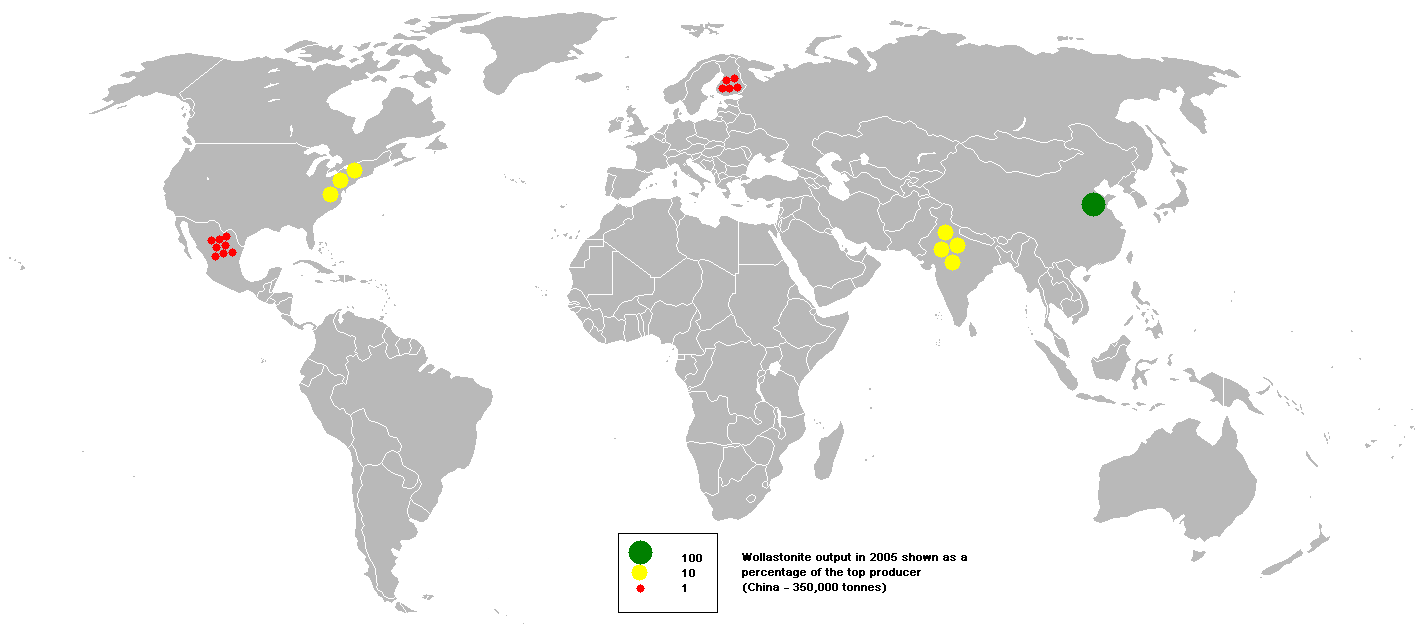
Места добычи волластонита в 2005 году.

Годовое мировое производство волластонита оценивается примерно в 600—1000 тысяч тонн. Месторождения волластонита разрабатываются в Китае, Индии и Финляндии. Обнаружены запасы минерала в Сербии, России, Австралии и Греции. В Кыргызстане в районе Сандалашского хребта разведано легкодоступное месторождение волластонита объемом около 8 куб. километров. Производство  синтетического волластонита ограничено и осуществляется лишь в отдельных странах: США, Дании, Италии, Германии и России (опытное производство).
На мировом рынке 1 тонна руды волластонита стоит 60—80 долларов. После обогащения стоимость 1 т волластонитового концентрата возрастает до 200—600 долларов. На территории России волластонитовая руда в промышленных масштабах ранее добывалась в Горном Алтае на руднике «Веселый» в селе Сёйка. С 2013 года производство остановлено. Наиболее известные месторождения — Синюхинское и Майское.